# Midnight Memories
| Recensione | Giudizio |
| ---------- | -------- |
| AllMusic   |          |

Midnight Memories è il terzo album in studio del gruppo musicale britannico One Direction, pubblicato il 25 novembre 2013 dalla Syco e dalla Sony Music.
L'album era stato annunciato il 16 maggio 2013, mentre il titolo è stato svelato il 6 settembre 2013. L'album è stato preceduto da due singoli, Best Song Ever e Story of My Life, usciti rispettivamente a luglio e ad ottobre.

## Tracce
1. Best Song Ever – 3:22 (Wayne Hector, John Ryan, Julian Bunetta, Ed Drewett)
2. Story of My Life – 4:05 (John Ryan, Julian Bunetta, Jamie Scott, Harry Styles, Liam Payne, Louis Tomlinson, Niall Horan, Zayn Malik)
3. Diana – 2:55 (Louis Tomlinson, Liam Payne, Jamie Scott, John Ryan, Julian Bunetta)
4. Midnight Memories – 2:50 (Louis Tomlinson, Liam Payne, Jamie Scott, Julian Bunetta, John Ryan)
5. You & I – 3:10 (Jamie Scott, John Ryan, Bunetta)
6. Don't Forget Where You Belong – 3:01 (Niall Horan, Tom Fletcher, Dougie Poynter, Danny Jones)
7. Strong – 2:52 (Louis Tomlinson, Jamie Scott, John Ryan, Julian Bunetta)
8. Happily – 2:36 (Harry Styles, Savan Kotecha, Carl Falk)
9. Right Now – 3:32 (Louis Tomlinson, Liam Payne, Harry Styles, Ryan Tedder)
10. Little Black Dress – 3:45 (Louis Tomlinson, Liam Payne, Theodore Geiger, John Ryan, Julian Bunetta)
11. Through the Dark – 2:59 (Liam Payne, Louis Tomlinson, Jamie Scott, Toby Smith)
12. Something Great – 3:15 (Harry Styles, Gary Lightbody, Jacknife Lee)
13. Little White Lies – 3:22 (Liam Payne, Louis Tomlinson, Julian Bunetta, John Ryan, Ed Drewett, Hector)
14. Better Than Words – 3:07 (Louis Tomlinson, Liam Payne, Jamie Scott, Julian Bunetta, John Ryan)

Tracce bonus nell'edizione deluxe
1. Why Don't We Go There – 2:57 (Louis Tomlinson, Steve Robson, Wayne Hector, Claude Kelly)
2. Does He Know? – 3:09 (Louis Tomlinson, Liam Payne, Jamie Scott, Julian Bunetta, John Ryan)
3. Alive – 3:32 (Louis Tomlinson, Jamie Scott, John Ryan, Julian Bunetta)
4. Half a Heart – 3:12 (Steve Robson, Ed Drewett, Lindy Robbins)

## Classifiche

### Classifiche settimanali
| Classifica (2013) | Posizione massima |
| ----------------- | ----------------- |
| Australia         | 1                 |
| Austria           | 2                 |
| Belgio (Fiandre)  | 1                 |
| Belgio (Vallonia) | 1                 |
| Canada            | 1                 |
| Danimarca         | 1                 |
| Finlandia         | 2                 |
| Francia           | 2                 |
| Germania          | 3                 |
| Giappone          | 3                 |
| Irlanda           | 1                 |
| Italia            | 1                 |
| Norvegia          | 1                 |
| Nuova Zelanda     | 1                 |
| Paesi Bassi       | 1                 |
| Regno Unito       | 1                 |
| Repubblica Ceca   | 1                 |
| Spagna            | 1                 |
| Stati Uniti       | 1                 |
| Svezia            | 1                 |
| Svizzera          | 2                 |
| Ungheria          | 1                 |

### Classifiche di fine anno
| Classifica (2013) | Posizione |
| ----------------- | --------- |
| Australia         | 6         |
| Giappone          | 71        |
| Regno Unito       | 1         |
| Classifica (2020) | Posizione |
| Belgio (Fiandre)  | 101       |
| Danimarca         | 82        |
| Classifica (2021) | Posizione |
| Belgio (Fiandre)  | 82        |
| Danimarca         | 75        |
| Portogallo        | 64        |
| Classifica (2022) | Posizione |
| Belgio (Fiandre)  | 157       |

### Classifiche di fine decennio
| Classifica (2010-19) | Posizione |
| -------------------- | --------- |
| Paesi Bassi          | 62        |